# Satyrotaygetis incerta
Satyrotaygetis incerta är en fjärilsart som beskrevs av Butler och Druce 1872. Satyrotaygetis incerta ingår i släktet Satyrotaygetis och familjen praktfjärilar. Inga underarter finns listade.